# François Bellugou
François Bellugou (Prada, Conflent, 25 d'abril de 1987) és un futbolista professional nord-català. Ha jugat de migcampista i de defensa central a l'Association de la Jeunesse Auxerroise.

## Biografia
Als 10 anys va anar a jugar al Montpellier. Però al final dels seus anys de formació, no es considera prou fort i físicament madur pel professionalisme a causa del creixement tardà. Thierry Laurey, un dels seus entrenadors al Montpellier el va portar al Sète i va esdevenir una de les revelacions del Championnat National. Així el juny de 2008 va fitxar pel Guingamp a la Ligue 2. Amb aquest equip el 2009 va guanyar la Copa francesa de futbol i va jugar la Lliga Europa de la UEFA 2009-2010 contra l'Hamburger Sport-Verein. La temporada 2012-2013, sota Jocelyn Gourvennec, el Guingamp va quedar subcampió de França de la Ligue 2, Bellugou fou titular els 38 partits.
El 2013 va fitxar per l'AS Nancy de la Ligue 2. L'entrenador Pablo Correa el va fer capità de l'equip i fou titular tots els partits. L'equip va quedar quart. El 2014 fou transferit al FC Lorient de la Ligue 1 per un milió d'euros. Va marcar el seu primer gol a la Ligue 1 contra el SC Bastia al Moustoir després contra l'Olympique de Marsella de Bielsa al Vélodrome (victòria 3-5 del FC Lorient capital en la cursa pel manteniment de categoria). Després de la temporada 2015-2016 fou finalista en la Copa francesa de futbol. Fou titular en les semifinals de la derrota 0-1 davant del Paris Saint-Germain. Home de confiança de Sylvain Ripoll, després de passar 3 anys a Morbihan i jugar 79 partits a L1, va fitxar pel Troyes, promocionat a la Ligue 1. Hi va jugar la temporada 2017-2018 disputant 34 partits i marcant un gol. Però no va poder impedir el descens del club a la Ligue 2.
En acabar la temporada 2017-2018 va fitxar per l'AJ Auxerre, club de Ligue 2 amb un contracte de tres anys reclamat per Pablo Correa, actual entrenador de l'AJ Auxerre i amb el qual havia coincidit a l'AS Nancy-Lorraine.